# غوانغشوي
غوانغشوي (بالصينية: 广水市 )‏ هي مدينة على مستوى مقاطعة، في جمهورية الصين الشعبية، تتبع سويزهو، تبلغ مساحتها 2,647 كيلومتر مربع، رمزها البريدي هو 432700.

## التقسيمات الإدارية
- Yingshan Subdistrict  [لغات أخرى]‏
- Wudian, Guangshui [الإنجليزية]‏.